# مايكون سوزا
مايكون سوزا (بالبرتغالية: Maicon Thiago Pereira de Souza) (14 سبتمبر 1985 بريو دي جانيرو في البرازيل - ) هو لاعب كرة قدم برازيلي في مركز الوسط. لعب مع بوتافوغو ريغاتاس وغريميو بورتو أليغرينزي ونادي دويسبورغ ونادي ساو باولو ونادي فلومينينسي ونادي فيغورينسي ونادي مادوريرا ونادي بانغو أتلتيكو.

## روابط خارجية
- مايكون سوزا على موقع الاتحاد الدولي (مؤرشف)  (الإنجليزية)
- مايكون سوزا على موقع قاعدة بيانات كرة القدم.إي يو (الإنجليزية)
- مايكون سوزا على موقع Soccerway.com (الإنجليزية)
- مايكون سوزا على موقع عالم كرة القدم.نت (الإنجليزية)
- مايكون سوزا على موقع AS.com (الإسبانية)